# Europees Stelsel van Centrale Banken
Het Europees Stelsel van Centrale Banken (ESCB) bestaat uit de Europese Centrale Bank en de centrale banken van de 27 lidstaten van de Europese Unie.

## Rol
Doordat (nog) niet alle landen de euro hebben ingevoerd, moet een onderscheid gemaakt worden tussen het Eurosysteem (de Europese Centrale Bank en de centrale banken van de landen die de euro al hebben ingevoerd) en de andere centrale banken. In feite neemt het Eurosysteem alle beslissingen voor het gemeenschappelijk monetair beleid voor de eurozone. Zolang niet alle lidstaten deel uitmaken van de eurozone zal het Eurosysteem de taken van de ESCB op zich nemen. Toch moeten de nationale banken van buiten het eurosysteem de beginselen van het monetaire beleid (dat gericht is op prijsstabiliteit) in acht nemen. Ook betekent lidmaatschap van de ESCB dat de nationale banken moeten samenwerken met het eurosysteem op monetair en financieel vlak.

## Taken
De taken van het ESCB zijn beschreven in het Verdrag tot oprichting van de Europese Gemeenschap. Het hoofddoel is het handhaven van de prijsstabiliteit. Daartoe behoren de volgende taken:
- het bepalen en uitvoeren van het monetair beleid van de Unie
- het verrichten van ingrepen op de valutamarkt
- het aanhouden en beheren van officiële externe reserves van de lidstaten en
- het bevorderen van een goede werking van het betalingsverkeer.

## Leden
| State                  | Bank                                                      | Website |
| ---------------------- | --------------------------------------------------------- | ------- |
| Eurosysteem            |                                                           |         |
| Eurozone               | Europese Centrale Bank                                    |         |
| België                 | Nationale Bank van België                                 |         |
| Cyprus                 | Κεντρική Τράπεζα της Κύπρου (Kentrikí Trápeza tis Kýprou) |         |
| Estland                | Eesti Pank                                                |         |
| Finland                | Suomen Pankki                                             |         |
| Frankrijk              | Banque de France                                          |         |
| Duitsland              | Deutsche Bundesbank                                       |         |
| Griekenland            | Τράπεζα της Ελλάδος (Trápeza tis Elládos)                 |         |
| Ierland                | Banc Ceannais na hÉireann / Central Bank of Ireland       |         |
| Italië                 | Banca d'Italia                                            |         |
| Kroatië                | Kroatische Nationale Bank                                 |         |
| Letland                | Latvijas Banka                                            |         |
| Litouwen               | Lietuvos Bankas                                           |         |
| Luxemburg              | Banque Centrale du Luxembourg                             |         |
| Malta                  | Bank Ċentrali ta’ Malta                                   |         |
| Nederland              | De Nederlandsche Bank                                     |         |
| Oostenrijk             | Österreichische Nationalbank                              |         |
| Portugal               | Banco de Portugal                                         |         |
| Slovenië               | Banka Slovenije                                           |         |
| Slowakije              | Národná banka Slovenska                                   |         |
| Spanje                 | Banco de España                                           |         |
| Buiten het eurosysteem |                                                           |         |
| Bulgarije              | Българска народна банка (Balgarska narodna banka)         |         |
| Denemarken             | Danmarks Nationalbank                                     |         |
| Hongarije              | Magyar Nemzeti Bank                                       |         |
| Polen                  | Narodowy Bank Polski                                      |         |
| Roemenië               | Banca Naţională a României                                |         |
| Tsjechië               | Česká národní banka                                       |         |
| Zweden                 | Sveriges Riksbank                                         |         |

Op 30 januari 2020 is de Bank of England uit de ESCB gegaan, dit als gevolg van het vertrek van het Verenigd Koninkrijk uit de Europese Unie.